# Jessy Matador
Jessy Kimbangi, conegut pel seu nom artístic Jessy Matador (27 d'octubre de 1982) és un cantant de la República Democràtica del Congo que actualment resideix a França.

## Biografia
Nascut a la República Democràtica del Congo el 27 d'octubre de 1982, Matador va començar la seva carrera com a ballarí el 2001. Més tard es va unir al grup "Les Coeurs Brises" (The Broken Hearts), amb els quals va recórrer els Estats Units, República Democràtica del Congo, Regne Unit, Itàlia i el Canadà. El 2005 va decidir crear el seu propi grup, "La Sélésao" compost pels membres: Dr.Love, Linho i Benkoff. A finals de 2007, van firmar amb Records Oyas abans de firmar amb Wagram Records la primavera del 2008.
Van llançar el seu primer single "Décalé gwada" el juliol de 2008, convertint-se en un dels èxits d'aquell estiu. El 24 de novembre de 2008, el grup va llançar l'àlbum "African New Style", un híbrid musical d'Àfrica i del Carib amb influències de sons més urbans.
Al desembre de 2008, van llançar el seu segon senzill "Mini Kawoulé".
Al febrer de 2010 Matador va ser elegit internament per la televisió francesa per representar a França al Festival d'Eurovisió de 2010, celebrat a Oslo el 29 de maig de 2010 amb la cançó "Allez Ola Olé". El disc va ser llançat per la casa discogràfica Wagram i el videoclip difós per tots els canals de France Télévisions. Encara que li donaven unes posicions dolentes a les apostes finalment va quedar al 12º lloc amb 82 punts per davant de Sèrbia i per darrere de Rússia.

## Discografia

### Àlbums
| Any  | Títol                                                                 | Peak chart positions |
| Any  | Títol                                                                 | FRA                  |
| ---- | --------------------------------------------------------------------- | -------------------- |
| 2008 | Afrikan New Style - Released: November 24, 2008 - Label: Wagram Music | 93                   |
| 2010 | Electro Soukouss - Released: June 14, 2010 - Label: Wagram Music      | 42                   |

### Singles
| Any  | Títol           | Peak chart positions | Peak chart positions | Peak chart positions | Peak chart positions | Peak chart positions | Peak chart positions | Peak chart positions | Peak chart positions | Peak chart positions | Peak chart positions | Peak chart positions | Peak chart positions | Peak chart positions | Peak chart positions | Àlbum             |
| Any  | Títol           | FRA                  | FRA (Club)           | BEL FLA              | BEL WAL              | DEN                  | FIN                  | IRE                  | NOR                  | SWE                  | GER                  | UK                   | US (Club)            | EU                   |                      | Àlbum             |
| ---- | --------------- | -------------------- | -------------------- | -------------------- | -------------------- | -------------------- | -------------------- | -------------------- | -------------------- | -------------------- | -------------------- | -------------------- | -------------------- | -------------------- | -------------------- | ----------------- |
| 2008 | "Décalé Gwada"  | 14                   | —                    | 2                    | —                    | 23                   | —                    | —                    | —                    | —                    | —                    | —                    | —                    | —                    | 45                   | Afrikan New Style |
| 2009 | "Mini Kawoulé"  | 16                   | —                    | 1                    | —                    | —                    | —                    | —                    | —                    | —                    | —                    | —                    | —                    | —                    | 58                   | Afrikan New Style |
| 2010 | "Allez Ola Olé" | 1                    | 23                   | 1                    | 4                    | 13                   | 30                   | 7                    | 39                   | 5                    | 34                   | 17                   | 81                   | 88                   | 6                    | Electro Soukouss  |

### Altres singles
| Any  | Títol                 | Peak chart positions | Àlbum             |
| Any  | Títol                 | FRA (Club)           | Àlbum             |
| ---- | --------------------- | -------------------- | ----------------- |
| 2009 | "Y'a qu'à demander"   | 15                   | Afrikan New Style |
| 2010 | "Bomba"               | -                    | Elektro Soukouss  |
| 2010 | "Une affaire de chut" | -                    | Elektro Soukouss  |

Notes
- ¹ Digital Download